# Machland

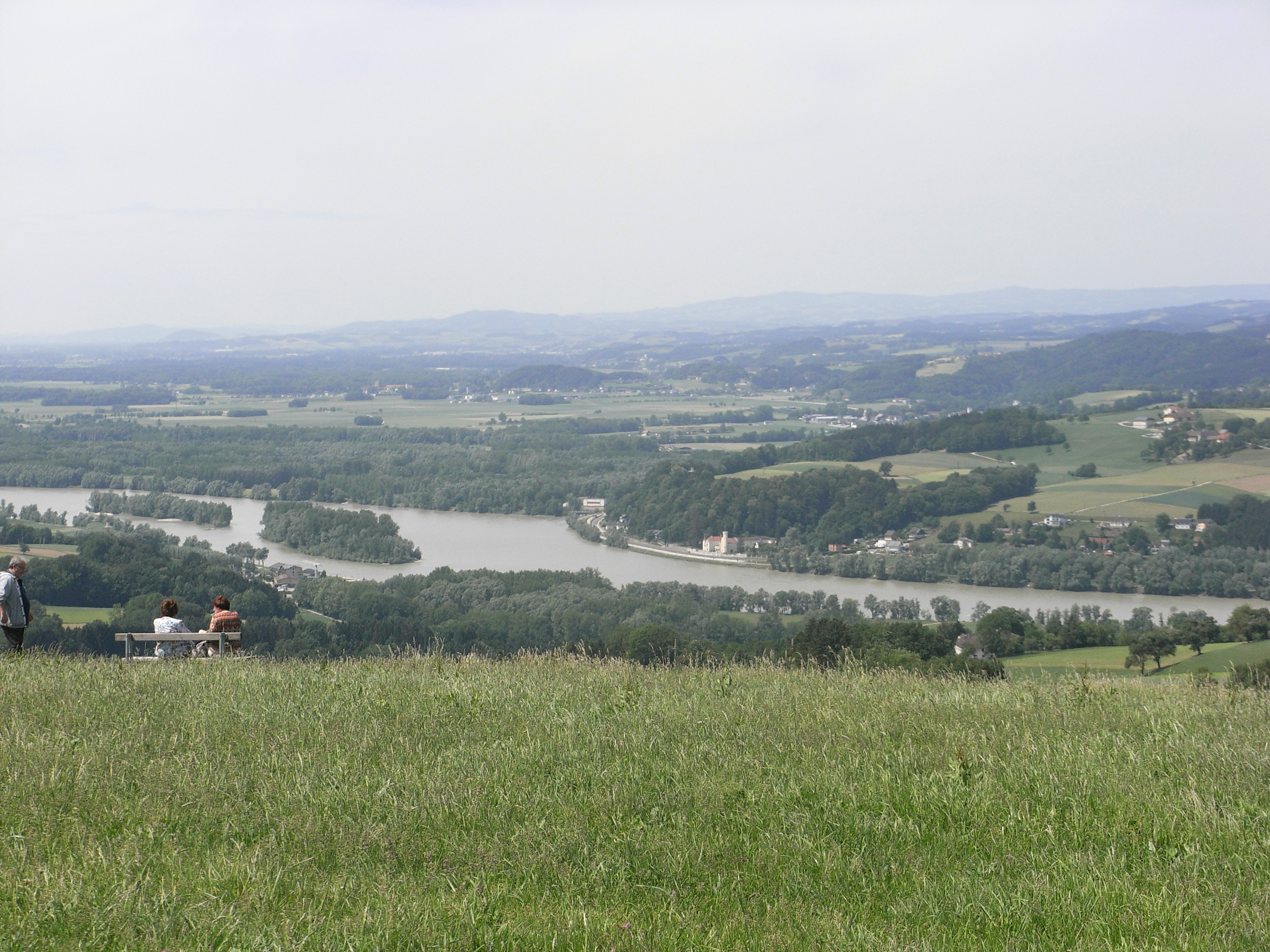
Ausblick von Kollmitzberg in Niederösterreich auf das Machland nördlich der Donau. Gut zu sehen ist das Schloss Dornach mit seinem Turm und die nordwestlich anschließende Raumeinheit Machland in der Gemeinde Saxen in Oberösterreich.

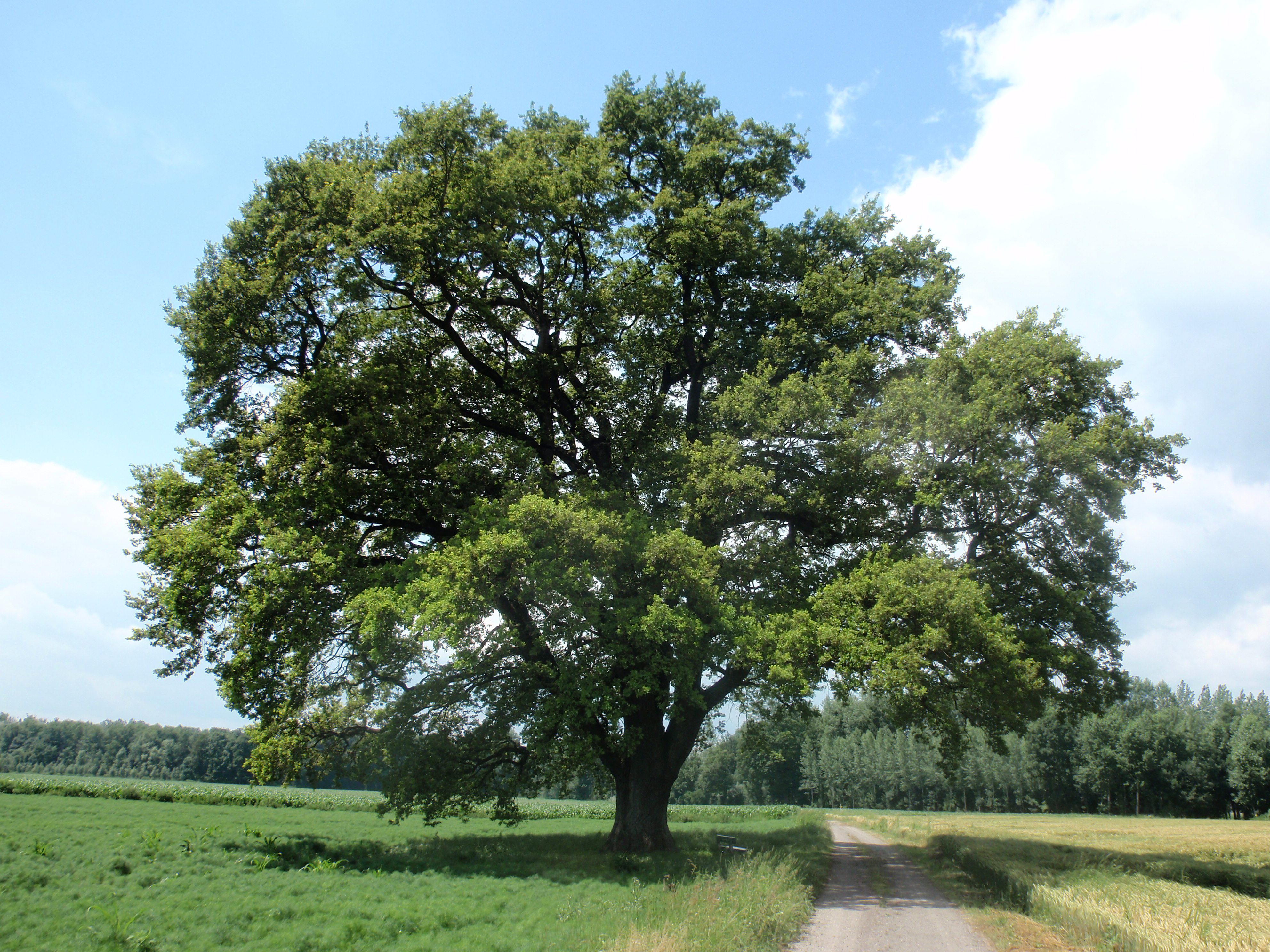
Mächtige Eiche nahe der Donau im Machland

Das Machland ist eine Region und Kulturlandschaft im österreichischen Donautal, die sich von der Mündung der Enns bei Mauthausen donauabwärts bis zum Beginn des Strudengaus bei Ardagger beziehungsweise Dornach (Saxen) auf einer Länge von etwa 20 Kilometern erstreckt. Siehe auch → Machlandviertel und Raumeinheit Machland.

## Geographie

### Lage und Begrenzung
Die Region und Kulturlandschaft Machland liegt im östlichen Teil des Bundeslandes Oberösterreich im südlichen Teil des Unteren Mühlviertels im Bezirk Perg und im westlichen Teil des Bundeslandes Niederösterreich im Mostviertel im Bezirk Amstetten.

#### Machland aus historischer Sicht
Als Machland (in Urkunden auch als Mahhlant, Mahelant, Mahlant, Maclant, Magelant, Achelant, Ahelant geschrieben) wurde bis Mitte des 13. Jahrhunderts ein schmaler Streifen zwischen Aist und Sarmingbach entlang des Nordufers der Donau im heutigen unteren Mühlviertel bezeichnet. Der nördlich der Donau gelegene Teil des Strudengaus war somit Teil des Machlands.
Die Grenze zwischen Riedmark und Machland verlief von der Mündung der Aist in die Donau über Aisthofen gegen Perg, von dort in einem Bogen über Münzbach bis nahe an die Donau bei Mitterkirchen, dann wieder landeinwärts bis St. Thomas am Blasenstein, von dort noch einmal bis Pannholz bei Grein und von dort hinauf nach St. Georgen am Walde.
Das historische Machlandviertel war ab 1478 eines der ursprünglichen Viertel von Oberösterreich, bestand aus der historischen Riedmark und dem historischen Machland, lag nördlich der Donau und umfasste den Großteil des heutigen unteren Mühlviertels. Im 18. Jahrhundert wurde es auch Schwarzviertel bzw. Schwartzviertel genannt. Nachdem 1779 das Innviertel neu zu Österreich gekommen war, wurde das Machlandviertel mit dem (Oberen) Mühlviertel vereinigt.

#### Geologie und Geomorphologie
Aus geologischer und geomorphologischer Sicht ist das Machland eine verhältnismäßig ebene, durch eiszeitliche (Quartär) und spätere Ablagerungen (vorwiegend fluviatile Sedimente) der Donau und ihrer Zubringer entstandene Beckenlandschaft, die von der Donau sowie deren Zubringerflüssen Aist und Naarn sowie Erla durchflossen wird.
Die Ebene ist eingebettet zwischen dem bogenförmig verlaufenden Südabfall des Böhmischen Massivs (dem österreichischen Granit- und Gneishochland) mit dem Sporn von Baumgartenberg im Norden, der Neustadtler Platte im Osten, dem eingebuchteten Schlierriedelland der Strengberge und dem Sporn (Grobkorngranit-Härtling) von Wallsee im Süden.

#### Ober- und niederösterreichisches Machland
Der oberösterreichische Teil des Machlands wurde von der oberösterreichischen Landesregierung als Raumeinheit Machland definiert, die Anteil an den Gemeinden Arbing, Baumgartenberg, Mauthausen, Mitterkirchen im Machland, Naarn im Machlande, Perg, Ried in der Riedmark, Saxen und Schwertberg hat und eine Fläche von etwa 114 Quadratkilometern umfasst.
Der niederösterreichische Teil des Machlands entfällt auf die Donauniederungen der Gemeinden Sankt Pantaleon-Erla, Strengberg, Wallsee-Sindelburg und Ardagger.
Die verwaltungspolitischen Bundesländer-, Bezirks- und Gemeindegrenzen im Machland verlaufen entlang des Donaubettes vor der 1965 bis 1968 durchgeführten Errichtung des Donaukraftwerks Wallsee-Mitterkirchen, sodass kleine Teile der Gemeinde Mitterkirchen nunmehr südlich und Teile der Gemeinden Wallsee-Sindelburg und Strengberg, die nördlich der Donau liegen. Demnach gibt es im Machland Teile des Mühlviertels und des Bezirks Perg, die nunmehr südlich und Teile des Mostviertels und des Bezirks Amstetten, die nunmehr nördlich der Donau liegen.

### Umwelt- und Naturschutz
Teilgebiete in den Gemeinden Ardagger und Wallsee-Sindelburg wurden von der niederösterreichischen Landesregierung als Europaschutzgebiete Machland Süd definiert. Die den Schutzgebieten zugewiesenen Flächen betragen ungefähr 17 Quadratkilometer. Davon sind überlappend etwa 16,7 Quadratkilometer als FFH-Gebiet und etwa 12,3 Quadratkilometer als Vogelschutzgebiet ausgewiesen.
Mehr als 57 Quadratkilometer des nieder- und oberösterreichischen Machlandes wurden aufgrund seiner internationalen Bedeutung für die Vogelwelt von Birdlife Österreich zur Important Bird Area (IBA) erklärt. Es gibt Bestrebungen, Teile des oberösterreichischen Machlandes als Europaschutzgebiet Machland Nord zu bestimmen.

### Gewässer, Hochwasserschutz
Zentrales Gewässer der Region ist die Donau, die in diesem Bereich bereits mehrmals reguliert und durch Baumaßnahmen in ihrem Lauf verändert wurde. Das derzeitige Flussbett hat die Donau anlässlich der Errichtung des Kraftwerks Wallsee-Mitterkirchen erhalten.
Im Machland münden linksseitig die Aist und die Naarn und rechtsseitig die Enns und die Erla in die Donau.
2008 haben die Bauarbeiten für das Hochwasserschutzprojekt Machland Nord im oberösterreichischen Machland begonnen, die 2013 abgeschlossen sein sollen. Die ursprünglich nach dem Donauhochwasser 1991 in Angriff genommenen Planungen für den sogenannten Machland-Damm mussten nach dem Jahrhunderthochwasser 2002 auf Basis wesentlich höherer Wasserstände neu begonnen werden.
1976 bis 1978 wurde auf niederösterreichischer Seite auf Basis der Werte des Donauhochwassers 1954 der Markt Ardagger durch einen befahrbaren Damm vor weiteren Hochwasserkatastrophen nachhaltig geschützt. Dieser wurde beim Jahrhunderthochwasser im August 2002 nur knapp nicht überflutet. Er wurde jedoch so stark beschädigt, dass ein Teil der Dammböschung absackte und eine Teilflutung des landseitigen Dammbereiches erforderlich wurde. Zahlreiche Keller der Häuser in Ardagger Markt erlitten dabei Hochwasserschäden.

## Namensherkunft
Der Name „Machland“ geht vermutlich in das 11. Jahrhundert zurück. In einer mit 1074 datierten Fälschung des wahrscheinlich 1067 im Original ausgestellten Stiftungsbriefes für das Augustinerchorherrenstift St. Nikola (Passau) nennt Bischof Altmann von Passau den (später, 1075 bis 1095 amtierenden) Markgrafen Leopold als Vogt für im „Machlant“ gelegene Güter des Stiftes.
Der Stiftsbrief des Nonnenklosters Erla, der zeitlich nicht genau einzuordnen ist, nennt einen „Vladrich de Maclant“. 1147 bestätigt der Passauer Bischof Reginbert von Hagenau die Stiftung des Klosters Waldhausen durch Otto „de Mahhlant“.
Als geografischer Begriff wird das Machland dann im 13. Jahrhundert in einer Urkunde von König Ottokar II. Přemysl als „Achland“ bezeichnet.
Der Name hat seither viele verschiedene Deutungen erfahren. Die einen vermuten eine slawische Wurzel (slaw.: mogyljane, moglan, mogyla = Mugel, Hügel), andere leiten den Begriff aus dem Keltischen ab.
Am naheliegendsten erscheint es, den mittelhochdeutschen Begriff „ahe“ = Ache, Fluss in Verbindung zu bringen und „Machland“ mit „Land des Wassers“ oder „von Flußläufen durchzogenes Land“ zu übersetzen.

## Geschichte

### Urzeit, Antike
Keltendorf, Gräberfunde, Römer

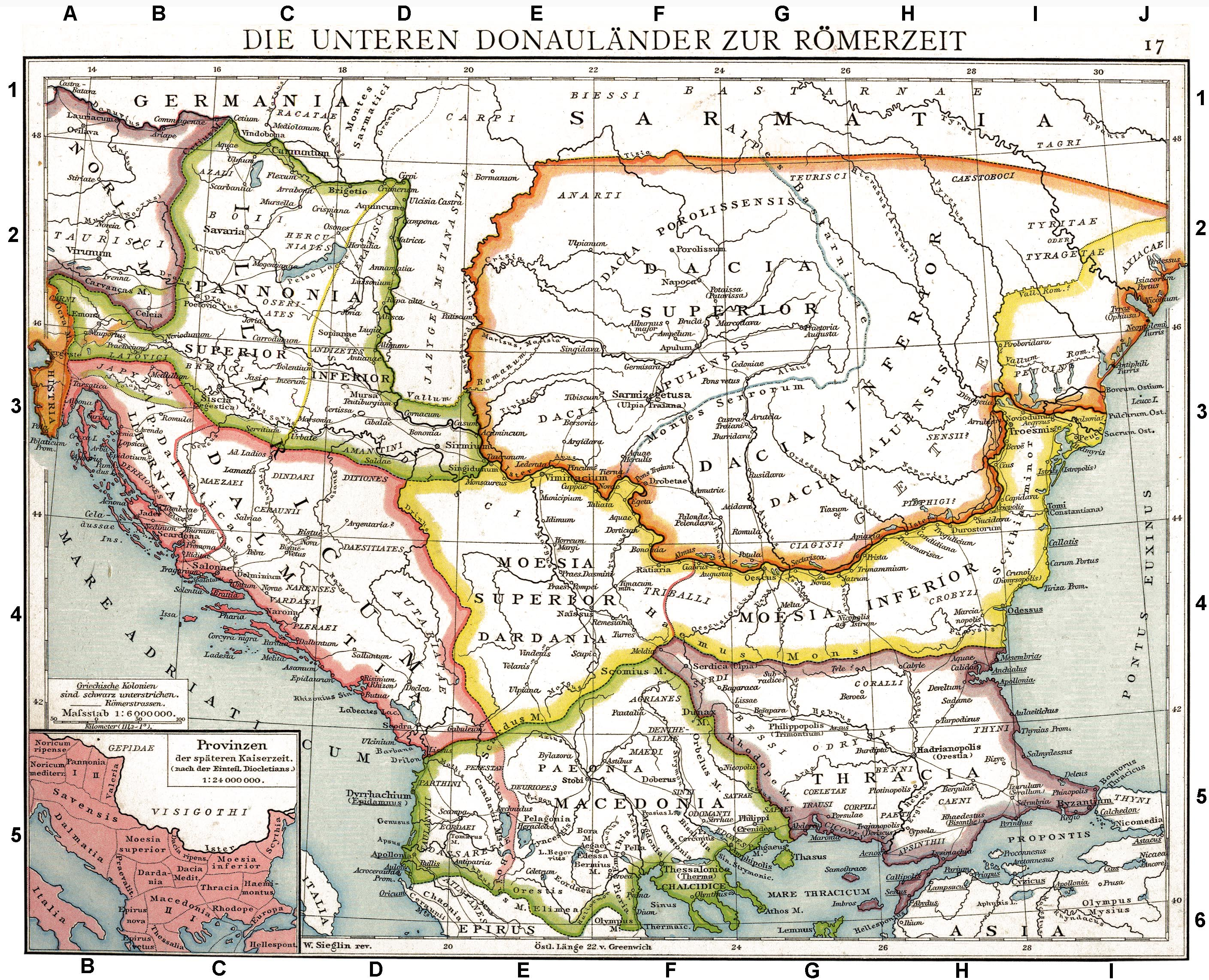
Illyricum – die Unteren Donauländer zur Römerzeit: In der linken oberen Ecke sind die Donau (Danuvius), Ennsmündung (Anisus) und Lorch (Lauriacum) in der römischen Provinz Noricum erkennbar.

Das Machland gehört zu den ältesten Siedlungsräumen Österreichs. Die Anwesenheit von Menschen in der Jungsteinzeit auf den an die Ebene im Norden angrenzenden Hügeln ist durch diverse Funde von Steinbeilen und deren Bruchstücke aus der Zeit zwischen 5000 und 1500 vor Christus beispielsweise in den Ortschaften Auhof, Dörfl, Lanzenberg, Lehenbrunn, Pergkirchen, Tobra und Weinzierl belegt.
Bronzezeitliche Funde im Raum Mitterkirchen führten zur Errichtung eines Urgeschichtlichen Freilichtmuseums in der Ortschaft Lehen, wo bei archäologischen Grabungen hallstattzeitliche Gräberfelder aus der Zeit um 1700 vor Christus gefunden worden waren. Das sogenannte Keltendorf Mitterkirchen ist heute vor allem ein touristischer Höhepunkt der Region.
Bedeutsam ist der Fund von Wohngruben und eines Töpferofens aus der Zeit um 750 bis 450 vor Christus auf dem Hausberg des Klammbauernhofes in der Ortschaft Auhof bei Perg. Einige Jahrhunderte später, um 300 vor Christus, machten sich keltische Boier von Norden kommend, hier ansässig. Sie wurden um das Jahr 9 nach Christus durch die germanischen Markomannen aus Böhmen zur Donau gedrängt.
Während der Römerzeit (ab etwa 15 vor Christus) lag das Machland teilweise nördlich und teilweise südlich der Nordgrenze der Provinz Noricum am Limes des Römischen Reiches, der damals in diesem Bereich von der Donau (Danuvius) gebildet wurde, großteils innerhalb einer 7,5 Kilometer breiten Pufferzone zwischen Römern und Barbaren.
Kurzfristig gab es römische Feldlager im 1. Jh. nach Chr. am linken Donauufer bei Obersebern (Gemeinde Naarn). Erst etwas später entstanden gegenüber am rechten Donauufer das römische Kleinkastell Adjuvense (Wallsee), und das römische Militärlager in Albing bei Sankt Pantaleon-Erla (175 nach Christus). Die Ennsmündung in die Donau (Anisus) war bereits für die Römer ein wichtiger Wirtschaftsfaktor (siehe auch Karte Illyricum – Die Unteren Donauländer zur Römerzeit).
Fast wäre auch das Machland Ende des 2. Jahrhunderts nach Christus ein Teil des Römischen Reiches geworden. Kaiser Mark Aurel wollte die Grenze durch Errichtung der nördlich der Donau gelegenen Provinz Markomannia sichern, doch schloss sein Sohn Commodus Frieden mit den Markomannen und verzichtete auf diese Gebietserweiterung; die Römer mussten schließlich die Lager und Kastelle im Alpenraum aufgeben. Funde aus der Römerzeit im Machland sind beispielsweise eine Großbronze des Kaisers Commodus (2. Jahrhundert nach Christus, gefunden zwischen Naarn und Perg). Siedlungsspuren aus dieser Zeit sind im Machland nicht nachweisbar.

### Mittelalter und Neuzeit

#### 6. bis. 8. Jahrhundert
Besiedelung durch Slawen und Baiern

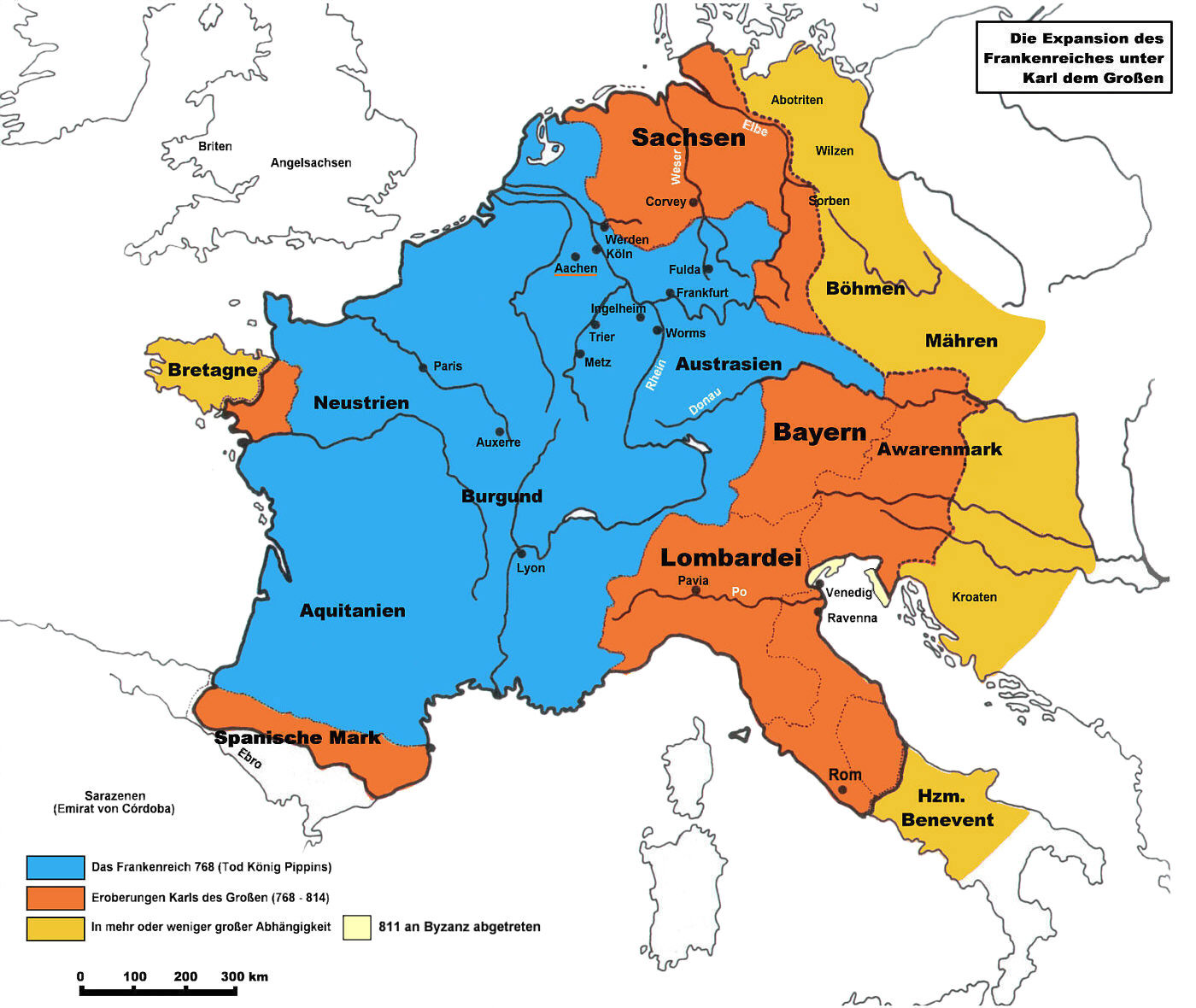
Die Awarenmark unter Kaiser Karl dem Großen

Nach der Völkerwanderungszeit lag das Machland im Grenzraum zu den Awaren, die immer wieder Raubzüge Richtung Westen unternahmen. In den Ebenen nördlich der Donau siedelten um das Jahr 600 Baiern aus dem Traungau und etwa 100 Jahre später Slawen. Beide Völker hinterließen Spuren in den Orts- und Hausbezeichnungen. Bis heute verwendete Namen wie Tobra (= ‚Eichenwald‘), Preschnitzer (breza ‚Birke‘), auch Preschmitzer, geben davon Zeugnis für slawische Bezeichnungen, während sogenannte echte-ing-Namen auf einen bairischen Personennamen (z. B. Pasching von Pasko, Karlingberg von Karl) hinweisen. Auch Orts- und Hausnamen, die auf -hofen lauten sind bairischen Ursprungs (z. B. Aisthofen). Funde von Grabbeigaben wie zum Beispiel eine Kreuzfibel aus Bronze oder Broschen mit Heiligendarstellungen aus dem bei Auhof entdeckten Gräberfeld aus dem 7. und 8. Jahrhundert nach Christus belegen den in dieser Zeit dort erfolgten Übergang vom Heidentum zum Christentum. Kaiser Karl der Große führte 791 bis 796 Krieg gegen die Awaren und gründete als Bollwerk gegen die Awareneinfälle die erste oder karolingische Awarenmark, die nördlich der Donau bis zur Großen Mühl reichte, während sie nach Osten offen war. Das Land gehörte, soweit es noch nicht besiedelt war, dem Kaiser, der es an Adelige verlieh, die ihm treue Dienste geleistet hatten, sowie an Kirchen und Klöster weiter.
Im Machland sind beispielsweise aus dieser Kolonisationszeit die Errichtung eines Herrenhofes durch den Hochadel in Aisthofen und in Pergkirchen zu vermuten, während sich im Umland besser gestellte Vasallen und Freibauern Sitze und Höfe errichteten (beispielsweise Lanzenberg, Hainbuchen, Klambauer, Heindelbauer, Aubauer, Aigner).

#### 9. bis 12. Jahrhundert
Markgrafen und Schutzvögte, die Herren von Perg und Machland

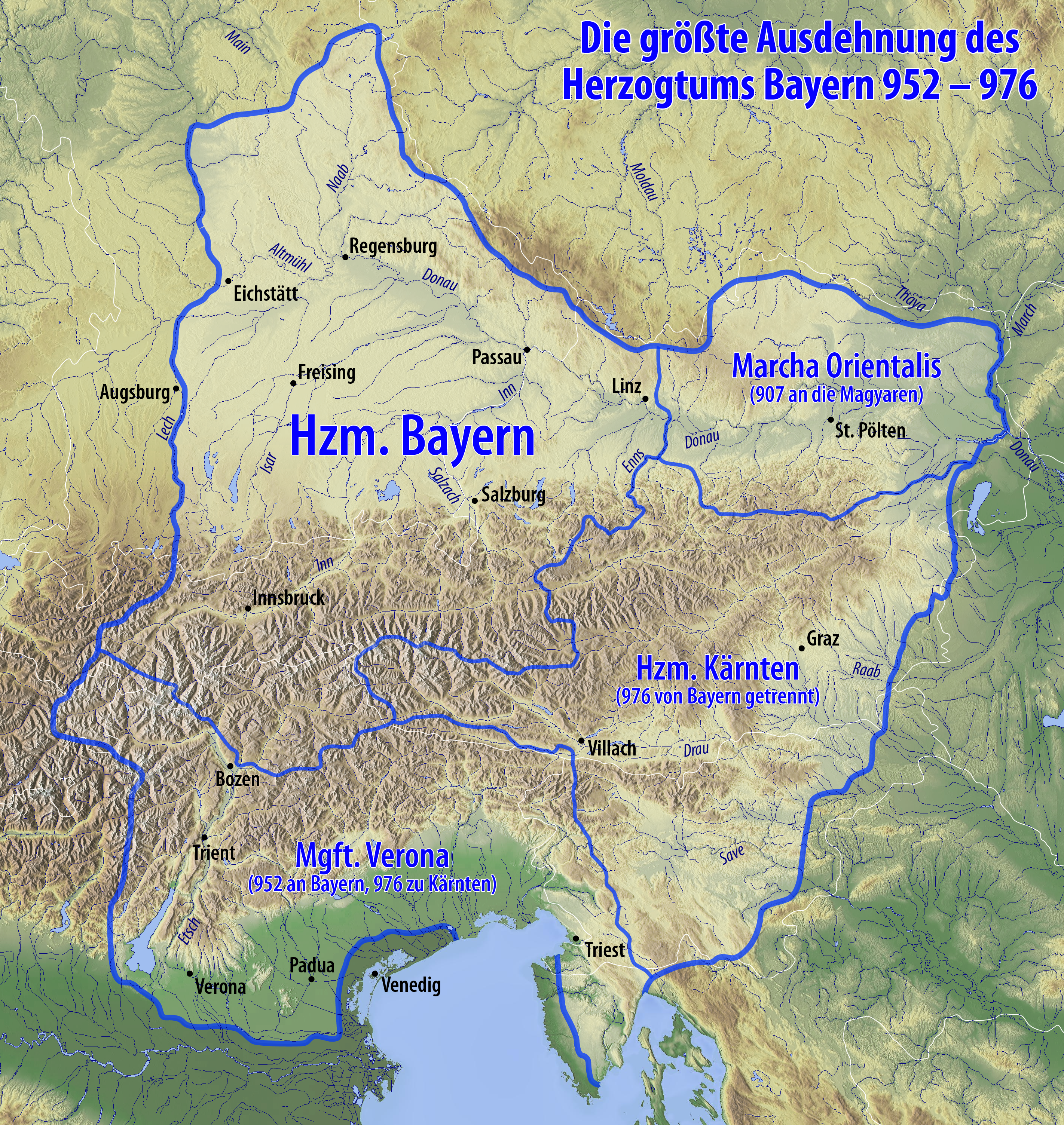
Bis 976 gehörte das österreichische Kernland zum Herzogtum Bayern

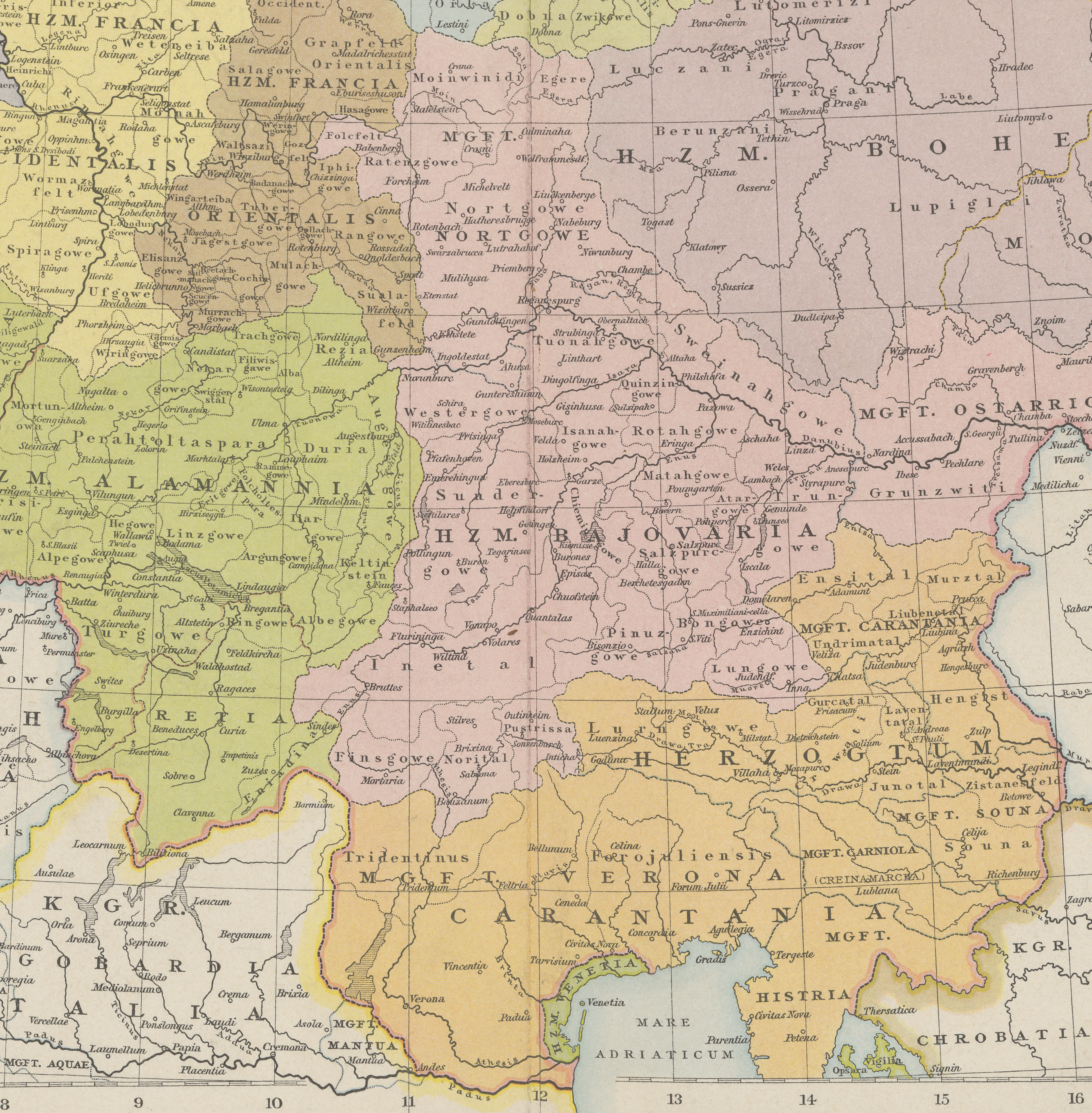
Markgrafschaft Ostarrichi ab 976, Nardina

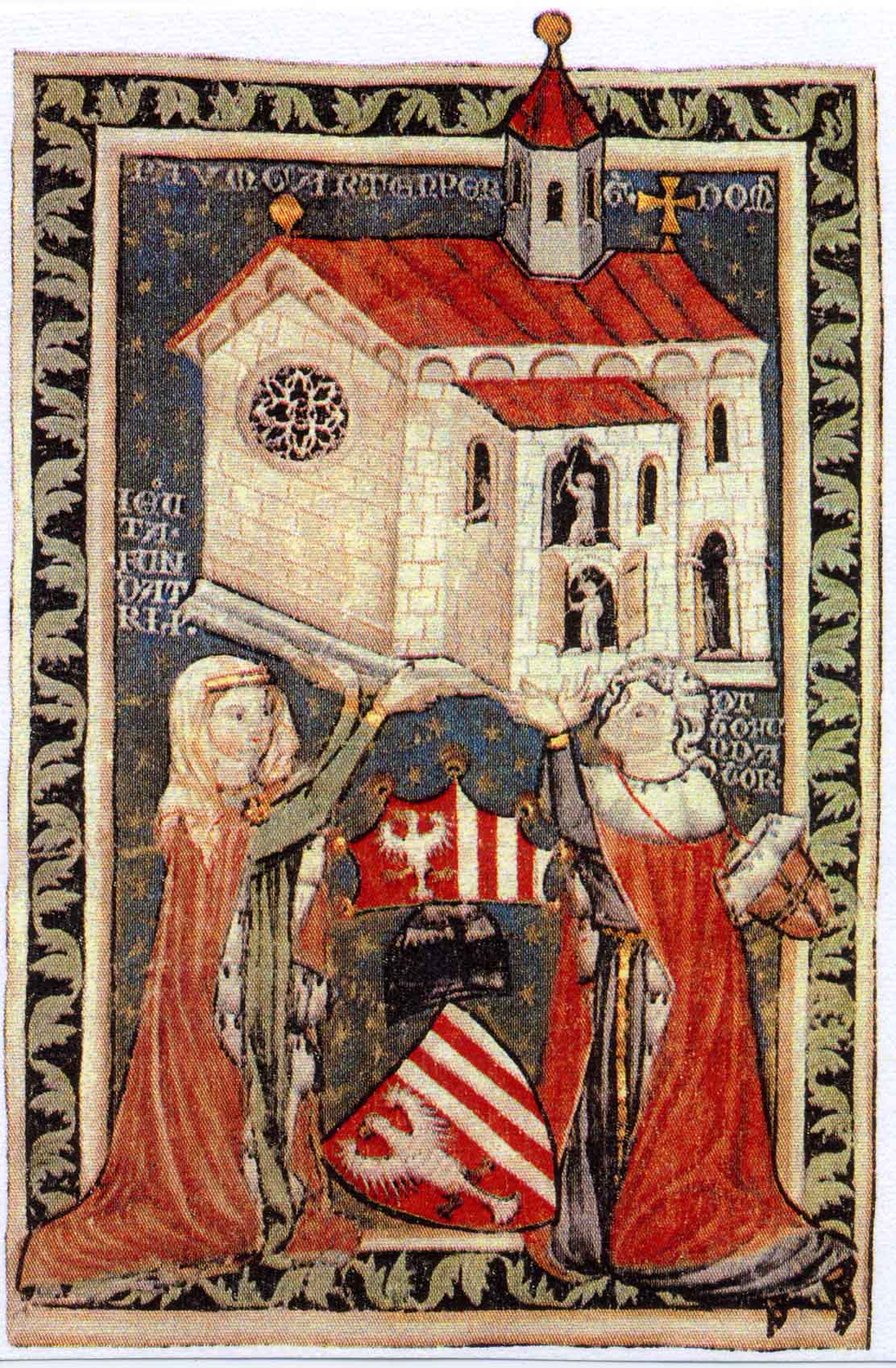
Baumgartenberger Urbar mit dem Wappen der Machländer

Landeswappen von Oberösterreich

Am 18. Jänner 853 schenkte Grenzgraf Wilhelm I. (Markgraf der Awarenmark, Marcha orientalis) dem Kloster Sankt Emmeram in Regensburg seine Gebiete zwischen den Flüssen Aist und Naarn.
Der Herrensitz in der Ortschaft Aisthofen auf dem Gebiet der Katastralgemeinde Weinzierl war Mittelpunkt und Verwaltungssitz des jahrhundertelang so genannten Regensburger Luß, dem zwischen Aist und Naarn gelegene Teil der Riedmark. Beispielsweise gehörten auch die teilweise im Machland gelegenen Ortschaften Perg, Zeitling, Weinzierl und Aisthofen zu diesem Gebiet. Als kirchliches Zentrum diente die karolingische Kirche zum Heiligen Michael im Dorf Naarn.
In der Ebene zwischen Perg, Naarn und Mauthausen wurden um 900 die vordringenden Magyaren von Markgraf Liutpold in einer Reiterschlacht besiegt.
Wenige Jahre später, im Jahr 907, fand Markgraf Luitpold im Kampf gegen die Magyaren bei Pressburg den Tod und die Ungarn rückten bis zum Traunfluss vor. Das Machland und die Riedmark kamen vorübergehend unter die Oberhoheit der Ungarn. Die dort ansässige Bevölkerung zog sich in die zum Teil noch menschenleeren Gebiete des Nordwaldes zurück. Aus dieser Zeit stammen die sogenannten Erdställe, wie zum Beispiel der Erdstall Ratgöbluckn. Erst der Sieg König Ottos I. auf dem Lechfeld bei Augsburg 955 bannte die ungarische Bedrohung dauerhaft.
Leopold I. wurde in den 960er-Jahren mit der Befriedung der Mark an der Donau betraut und 976 zum Markgrafen ernannt. Die Mark gilt als Kernland Österreichs und reichte vom Erlabach östlich der Enns beiderseits der Donau bis vor den Wienerwald im Osten. Auch Teile der Riedmark, zu der damals auch das Machland gehörte, waren ein Teil davon. 985 wurde auf einer Synode des Bistums Passau Nardina (Naarn) als Zehentort für das Besiedlungsgebiet zwischen Aist und Naarn festgelegt. Die Markgrafschaft gehörte zum Herzogtum Bayern, das Teil des deutschen Reiches unter König Otto I. und Otto II. war. Es war dies eine Zeit der Gebietszuwächse u. a. auch in der Riedmark, wo sich Kolonisten ansiedelten. 996 ist erstmals beurkundet, dass die Gegend vom Volk Ostarrichi (Österreich) genannt wurde.
Die schriftlich belegbare Geschichte des Machlandes begann in der heutigen Ortschaft und Katastralgemeinde Pergkirchen mit dem Auftreten der Herren von Perg und Machland etwa ab 1050. Perg und Pergkirchen verdanken ihren Namen diesem hochfreien und adeligen Geschlecht, das um etwa 1000 aus dem Chiemgau in diese Gegend gezogen war.
Am 24. April 1088 weihte Bischof Altmann von Passau die Kirche in Pergkirchen dem Hl. Martin. Der Urkunde sind jene Güter, Wälder und Weingärten zu entnehmen, die Rudolfus de Perge und seine Gattin Gysela sowie zahlreiche ihrer Gefolgsleute an die neue Kirche gaben. 1142 am 25. März weihte Reginbert von Hagenau, Bischof von Passau, die Kirche zu Pergenkirchen und gestattete, dass alle eigenen Leute des Edlen Adalramus de Perge zwischen Naarnfluss und Tobrabach in dieser die Taufe empfangen und im dortigen Friedhof begraben werden. Dies gilt als Gründungsjahr der Pfarre Pergkirchen.
Die Herren von Perg (Schreibweisen zum Teil auch Perge, Peraga, Berg, Berge, Berga) teilten sich bereits nach der zweiten Generation in die beiden Linien Herren von Perg und Herren von Machland. Bei der Aufteilung der örtlichen Familienbesitzungen erhielt die Machländer Linie das Territorium östlich des Tobrabaches (Falkenauerbaches) und der kleinen Naarn im Norden sowie im Süden östlich einer Linie über die Naarn nach Ruprechtshofen und zur Donau, während den Pergern der Teil westlich der angeführten Grenze verblieb.
Zum Einflussbereich der Herren von Perg und Machland zählten im Machland zahlreiche Burganlagen und die Kirchen in den damals schon bestehenden Ortschaften des Machlandes. Als bedeutendstes Familienmitglied der Herren von Machland gilt Otto von Machland, der gemeinsam mit seiner Frau Jutta 1142 Stift Baumgartenberg und 1147 Stift Waldhausen gründete.
Weil das Machland zum Teil auch auf Grund verwandtschaftlicher Beziehungen schon sehr früh Bestandteil des babenbergischen Herrschaftsgebietes war, wurde für das im Herzogtum Österreich für das Land ob der Enns ab 1390 verwendete Wappen und auch für das oberösterreichische Landeswappen das der Machländer als Vorbild verwendet.

#### 13. bis 17. Jahrhundert
Landgericht Machland, Machlandviertel
Die wahrscheinlich von den Herren von Perg erbaute Burg Mitterberg auf dem Gebiet von Pergkirchen fiel nach deren Aussterben spätestens 1218 an die Babenberger und wurde zur größten Burganlage des Mühlviertels ausgebaut. Sie war nach der Burg Schaunburg (Gemeinde Hartkirchen) die zweitgrößte Burg im Gebiet des heutigen Oberösterreich. Von 1277 bis 1491 war die Burg Sitz des Landgerichtes Machland. Lehensnehmer waren in dieser Zeit die Kapeller, die Liechtensteiner, die Prager und die Prüschenk.
Von 1478 bis 1779 war das Machlandviertel eines der vier Viertel des Landes ob der Enns neben dem Mühl-, Hausruck- und Traunviertel. Als das Innviertel an Österreich fiel, wurde das Machlandviertel mit dem Mühlviertel zum einzigen nördlich der Donau liegenden Viertel zusammengelegt. Der Haselgraben und das obere Rodeltal bilden seither die Grenze zwischen dem oberen und dem unteren Mühlviertel.

#### 18. bis 21. Jahrhundert
Naarnregulierung, Scheiterschwemm, Hochwasserschutzprojekte
1776 wurde die Perger Au entsumpft und die Naarn erstmals reguliert. Durch die Scheiterschwemme auf der Naarn (1755 bis 1938) wurden die Erfolge der Regulierung zunichtegemacht und es gab immer wieder Pläne für eine weitere Naarnregulierung.
Erst in den 1960er-Jahren konnte nicht zuletzt im Zusammenhang mit dem Bau des Kraftwerks Wallsee-Mitterkirchen eine umfassende Naarnregulierung durchgeführt werden. Die Naarn wird nunmehr etwa zehn Kilometer westlich der bisherigen Mündung unterhalb des Kraftwerks in die Donau geleitet. Das bisherige Flussbett nimmt als sogenannte Schwemmnaarn die ebenfalls regulierten Zubringerbäche auf und wird in Dornach (unweit Saxen) mit Hilfe eines Polderpumpwerks in die Donau gepumpt.
Mit der Verwirklichung des Hochwasserschutzprojekts Machland Nord ist für die Bewohner zahlreicher Liegenschaften eine Umsiedelung in höher gelegene Gebiete unumgänglich. Die betroffenen Bewohner der Dörfer Eizendorf, Saxendorf der Gemeinde Saxen, Mettensdorf, Pitzing der Gemeinde Baumgartenberg und Hütting der Gemeinde Mitterkirchen im Machland wurden bereits fast zur Gänze umgesiedelt.

## Wirtschaft

### Gemeindeverbände
Zur Sicherung und Weiterentwicklung der Betriebe in der Region und damit zur Erhaltung von Arbeitsplätzen haben sich die oberösterreichischen Machlandgemeinden Arbing, Klam, Mitterkirchen Perg und Saxen Mitglied im Regionalen Wirtschaftsverband Machland zusammengeschlossen. Dieser hat gemeinsam mit 14 weiteren derartigen Verbänden unter der Bezeichnung Interkommunale Betriebsansiedlung (INKOBA) die gemeinsame Entwicklung, Erschließung und Vermarktung von Betriebsstandorten als Aufgabe. Beispielsweise stehen in 27,3 Hektar Gewerbeflächen für die Schaffung von Technologieparks bereit (Stand März 2009).
2009 wurde von den Bürgermeistern der oberösterreichischen Machlandgemeinden Perg, Arbing und Baumgartenberg unter Einbindung der INKOBA der Wirtschaftspark Machland Perg geschaffen, der auf nicht zusammenhängenden Flächen entlang der Donau Straße und der Donauuferbahn im Bereich von Perg westlich des Technologiezentrums bis Baumgartenberg östlich der bestehenden Industriebetriebe auf potentiell 100 Hektar Fläche innerhalb der nächsten zehn Jahre rund 1000 neue Arbeitsplätze in Großbetrieben schaffen soll. Alle Gemeinden des Bezirks sollen in das Projekt eingebunden werden.
Ein Großteil der oberösterreichischen Machlandgemeinden ist Mitglied der Region Perg-Strudengau.
Die Donautouristik mit dem Donauradweg und dem Donausteig, Museumsland Donauland Strudengau und Radkultour sind weitere für die Machlandgemeinden wesentliche gemeindeübergreifende Kooperationen im Tourismusbereich.

### Verkehr
Das oberösterreichische Machland wird von der Donauuferbahn und von der Donau Straße in West-Ost-Richtung durchquert, wobei die Eisenbahn- beziehungsweise Straßentrasse weitgehend entlang des nördlichen Randes der Ebene führen.

## Kultur, Bauwerke (Auswahl)
Kirchen
- Stadtpfarrkirche Perg

Klöster
- Kloster Baumgartenberg
- Stift Waldhausen

Burgen, Schlösser, Ruinen
- Burg Clam
- Schloss Greinburg
- Burg Kreuzen
- Schloss Pragstein
- Burg Werfenstein
- Burg Mitterberg
- Burg Machland

Kultur
- Machland Musikanten
- Strindbergmuseum in Saxen
- Donaufestwochen
- Seefestspiele Silva Waldhausen
- Clam Concerts
- Heimathaus-Stadtmuseum Perg
- Die Marktgemeinde Baumgartenberg und die Familie Clam-Martinic von Burg Clam haben im Juli 2013 die Zusage für die Durchführung einer Oberösterreichischen Landesausstellung zwischen 2020 und 2030 erhalten.[26]